# Bembidion laetum
Bembidion laetum es una especie de escarabajo del género Bembidion, familia Carabidae. Fue descrita científicamente por Brullé en 1836.
Habita en Argelia, islas Canarias, Grecia, Libia, Marruecos, Portugal, España, Túnez y Turquía.